# Vincent Batbedat
Vincent Batbedat (Poyanne, 17 de agosto de 1932 - París, 17 de octubre de 2010) fue un escultor y grabador francés.

## Datos biográficos
Estudió en la Escuela de Arquitectura, posteriormente en la École nationale supérieure des beaux-arts de París y en la Académie Julian (1950- 1954).
Su reencuentro, en 1962, con Michel Seuphor influenció una parte de su obra llevándole hacia una forma de arte más riguroso.
La escultura de Vincent Batbedat es esencialmente la materialización del vacío. Sus esculturas se basan en el trabajo de la piedra y después de tubo cuadrado de metal. Perteneció al grupo « Co-Mo » (constructivismo y movimiento). Ha sido conocido desde hace mucho tiempo por lo que desde un principio le diferenció dándole especificidad: el trabajo con tubos de acero inoxidable de sección cuadrada que a base de torsiones y con la ayuda de algunas soldaduras, se tornaba joya o monumento .
También dibujante diseñador, trabajó con el impresor en talla dulce Raymon Haasen quien lo introdujo en el grabado. Autor de grabados con buril, ha publicado once libros - donde sus obras son a veces acompañadas de un texto propio o de otro autor - entre 1972 y 1999.
Era el marido de Michèle Broutta galerista especializada en el arte del grabado. 